# Ас-Саан (нохія)
Ас-Саан (араб. ناحية السعن) — нохія у Сирії, що входить до складу району Саламія провінції Хама. Адміністративний центр — м. Ас-Саан.
| Сирія | Це незавершена стаття з географії Сирії. Ви можете допомогти проєкту, виправивши або дописавши її. |